# Sandu Popescu

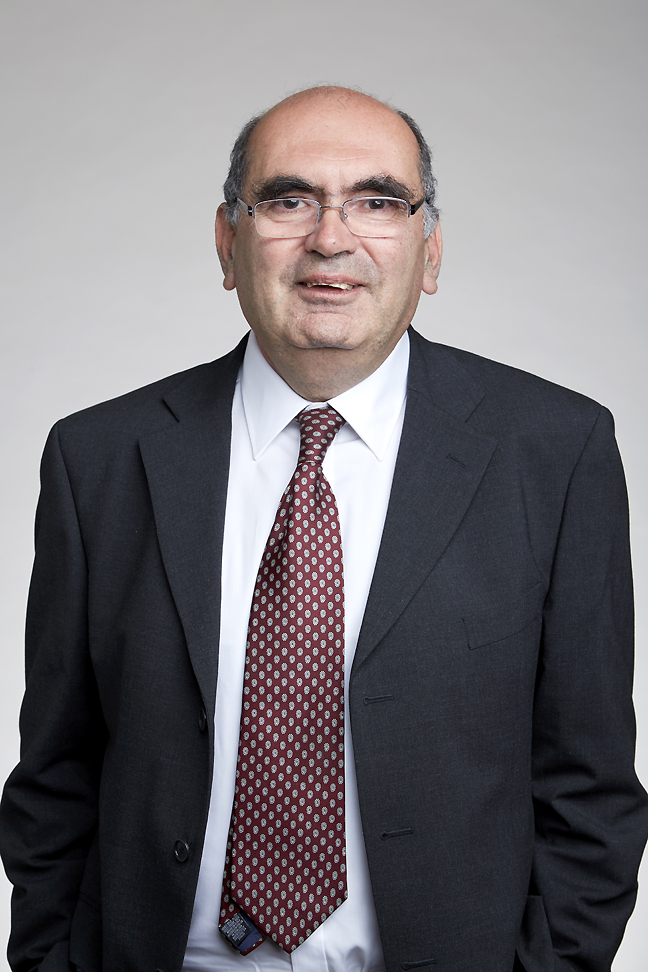
Sandu Popescu

Sandu Popescu (* 1956 in Oradea, Rumänien) ist ein britischer Physiker, der sich mit Quanteninformationstheorie und Grundlagen der Quantenmechanik befasst.

## Leben und Werk
Popescu studierte bei Yakir Aharonov in Tel Aviv. Er ist Professor an der Universität Bristol (H. H. Wills Laboratory) und war Gastprofessor an der University of California, Berkeley.
Er befasst sich insbesondere mit Quanten-Nichtlokalität. Er arbeitet vorwiegend theoretisch, aber auch experimentell und war auch an kommerziellen Anwendungen beteiligt.
1992 fand er (damals an der Freien Universität Brüssel) mit Daniel Rohrlich Quantenzustände, die die Bellsche Ungleichung maximal verletzen. Außerdem fanden sie aber verschränkte Quantenzustände, die die Bell-Ungleichung nicht verletzen. In Reaktion auf eine Arbeit von Aharonov, der Nichtlokalität und relativistische Kausalität (kein Informationsaustausch mit Überlichtgeschwindigkeit) als grundlegende Axiome für einen Aufbau der Quantentheorie vorgeschlagen hatte, zeigten Popescu und Rohrlich 1994, dass diese beiden Prinzipien allein nicht genügen, um die Quantentheorie daraus abzuleiten: sie konstruierten Theorien, die genauso nichtlokal sind wie die Quantenmechanik oder sogar noch nichtlokaler, d. h., die die CHSH-Ungleichung (eine spezielle Form einer Bellschen Ungleichung, die von John Clauser, Michael Horne, Abner Shimony und Richard Holt abgeleitet wurde) genauso stark oder stärker verletzten als es in der Quantenmechanik möglich ist und alle  auch der relativistischen Kausalität genügen. Während lokale Verborgene Variablen-Theorien für die CHSH-Korrelationen immer einen Wert {\displaystyle \leq 2} ergeben, können quantenmechanische Systeme maximal Korrelationen der Stärke {\displaystyle 2{\sqrt {2}}} aufweisen (Tsirelson-Schranke). Die von Popescu und Rohrlich entdeckten Theorien (nonlocal Popescu-Rohrlich (PR) boxes) können Korrelationen bis zu einem Wert von 4 erreichen (was auch der mathematisch höchste Wert für jede beliebige Theorie ist, also auch für nicht-kausale Theorien). Diese Korrelationen sind prinzipiell beobachtbar (bisher wurden keine solchen Super-Korrelationen gefunden) und haben theoretische Anwendung, zum Beispiel in der Untersuchung der Sicherheit in der Quantenkryptographie.
1996 bis 2008 war Popescu am Forschungslabor von Hewlett-Packard bei Bristol tätig. Dort realisierte er mit anderen 1997 als einer der Ersten die 1993 von Charles Bennett und Kollegen vorgeschlagene Quanten-Teleportation in einem quantenoptischen Experiment.
Zu den nicht-intuitiven Folgerungen der Quantentheorie gehört seine Entdeckung mit Nicolas Gisin, dass zwei antiparallele Spins mehr Information über ihre Richtung enthalten als parallele Spins (Grund ist die Anti-Unitarität der Spin-Inversion). Mit Gisin und anderen Kollegen führte er Quanten-Handschuhe ein (Quantum Gloves), Paare rotationsinvarianter Quantenzustände, die vollständige Information über die Chiralität eines dreidimensionalen Bezugssystems enthalten, aber keine Information über seine Orientierung. Er untersucht damit den Unterschied zwischen Informationsgehalt und physikalischer Realisierung.
In jüngster Zeit untersuchte er die Thermodynamik von Quanten-Systemen. Insbesondere zeigte er, dass auch sehr kleine Quantensysteme (aus 2 Qubits) den Carnot-Wirkungsgrad thermodynamischer Maschinen erreichen können.
2000 erhielt er den Adams-Preis und er erhielt 2011 den  John Stewart Bell Prize der Universität Toronto. Für 2016 wurde ihm die Dirac-Medaille des Institute of Physics zugesprochen, 2017 wurde er in die Royal Society gewählt.

## Schriften
- mit H.-K. Lo, T. Spiller (Hrsg.): Introduction in quantum information and computation, World Scientific, 1998 doi:10.1142/3724}

Außer den in den Fußnoten zitierten Aufsätzen u. a.:
- S. Popescu S, A. B. Sainz, A. J. Short, A. Winter: Quantum reference frames and their applications to thermodynamics. In: Phil. Trans. R. Soc. A. Band 376, 2018, S. 20180111, doi:10.1098/rsta.2018.0111.
- S. Popescu: Nonlocality beyond quantum mechanics. In: Nature Phys. Band 10, 2014, S. 264–270, doi:10.1038/nphys2916.
- Sandu Popescu, Noah Linden, Anthony Short, Andreas Winter: Quantum nonlocality and beyond: Limits from nonlocal computation. In: Phys. Rev. Lett. Band 99, 2007, S. 180502, arxiv:quant-ph/0610097.
- Jonathan Barrett, Noah Linden, Serge Massar, Stefano Pironio, Sandu Popescu, David Roberts: Non-local correlations as an information theoretic resource. In: Phys. Rev. A. Band 71, 2005, S. 022101, arxiv:quant-ph/0404097.

Insgesamt hat Popescu (Stand Mai 2024) über 150 Artikel in wissenschaftlichen Zeitschriften publiziert. Laut Google Scholar wurden seine Arbeiten über 35.500 mal zitiert (h-Index von 72).